# Porto di Signa
Il porto di Signa era un porto sull'Arno che serviva Firenze, per questo si ritrova in letteratura anche come porto fluviale di Firenze.
Nel medioevo il ponte di Signa era l'unico tra Firenze e Pisa e nei suoi pressi nacque il porto, dato che la navigazione a monte di quel punto era difficoltosa a causa delle variazioni di portata. Era comunque necessario utilizzare delle imbarcazioni a fondo piatto, i navicelli; le merci venivano trasportate a Firenze a dorso di mulo.
Grazie al porto Signa divenne un centro economico rilevante e sede di un importante mercato.